# Megalestes raychoudhurii
Megalestes raychoudhurii là loài chuồn chuồn trong họ Synlestidae. Loài này được Lahiri mô tả khoa học đầu tiên năm 1987.